# Steve King

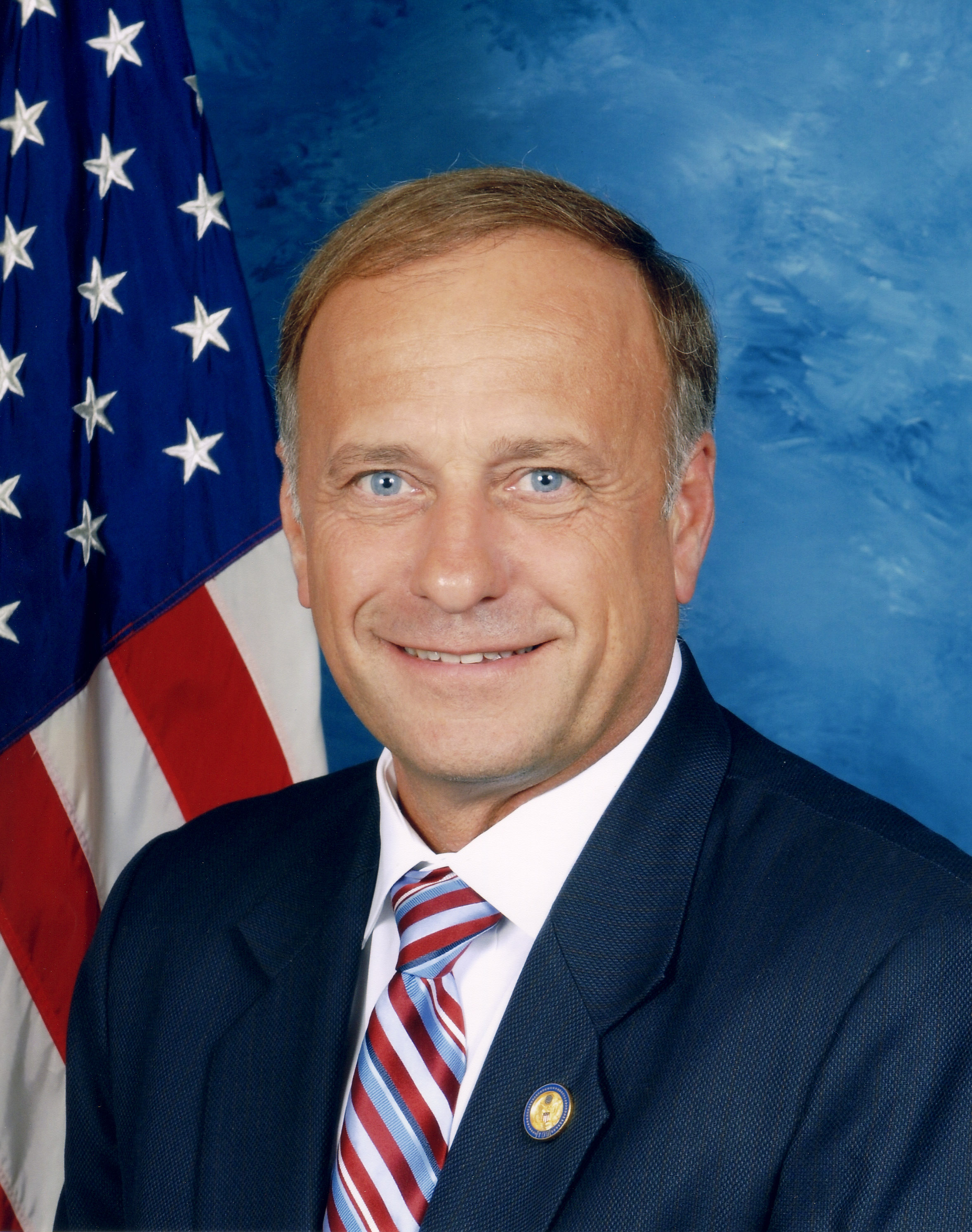
Steve King

Steven Arnold King (* 28. Mai 1949 in Storm Lake, Buena Vista County, Iowa) ist ein amerikanischer Politiker der Republikanischen Partei. Er vertrat seit 2003 den Westen des Bundesstaats Iowa im Repräsentantenhaus der Vereinigten Staaten und ist für seine radikalen Äußerungen über Rasse und Einwanderung bekannt. 2020 verlor er die Nominierung seiner Partei für die nächste Repräsentantenhauswahl und schied daraufhin am 3. Januar 2021 aus dem Parlament aus.

## Familie, Ausbildung und Beruf
Steve King wurde 1949 in Storm Lake als Sohn eines Polizisten geboren. Er besuchte die Denison Community High School, an der er seine spätere Ehefrau kennenlernte. Von 1967 bis 1970 studierte er Mathematik an der Northwest Missouri State University in Maryville.
Im Jahre 1975 gründete er seine eigene Baufirma King Construction, die er 28 Jahre lang bis zu seiner Wahl ins US-Repräsentantenhaus leitete. Nach der Wahl übergab er die Geschäftsführung an seinen ältesten Sohn. Er ist seit 1972 mit seiner Frau Marilyn verheiratet und hat drei Söhne. Sie wohnen bei Kiron.

## Politische Laufbahn

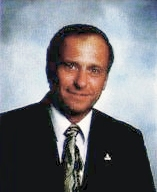
Steve Kings Porträt als Staatssenator

King wurde 1996 in den Senat von Iowa gewählt und im Jahr 2000 wiedergewählt. Nach dem United States Census 2000 wurden auch die Grenzen der Kongresswahlbezirke Iowas neu aufgeteilt (redistricting), so dass der bisherige Mandatsinhaber des 5. Kongresswahlbezirks, Tom Latham, seinen Wohnsitz nicht mehr in diesem, sondern im 4. Bezirk hatte. Für den dadurch freigewordenen Sitz im US-Repräsentantenhaus bewarb sich King im Jahr 2002. Nach dem Gewinn der Vorwahl wurde er in dem strukturell überwiegend republikanisch wählenden Bezirk mit großer Mehrheit zum Abgeordneten gewählt. Nach sieben Wiederwahlen, zuletzt 2016, läuft sein aktuelles Mandat bis zum 3. Januar 2019. Bis 2013 vertrat King den 5. Kongresswahlbezirk, der aus dem westlichen Teil des Staates entlang der Grenze zu Nebraska und South Dakota mit den Städten Sioux City und Council Bluffs bestand, nach einem weiteren Neuzuschnitt in Folge des United States Census 2010 vertritt King seitdem den 4. Kongresswahlbezirk, der das nordwestliche Viertel des Bundesstaates umfasst. Dieser Bezirk ist der am verlässlichsten republikanisch geprägte des Bundesstaates, weshalb King üblicherweise nur geringe Summen in seinen Wahlkämpfen ausgibt.
King ist bzw. war Mitglied der Ausschüsse für Landwirtschaft, Justiz und Kleinunternehmen sowie mehrerer Unterausschüsse. Vor der Präsidentschaftswahl 2016 unterstützte King zunächst den Tea-Party-Kandidaten Ted Cruz in der Vorwahl der Republikaner, sprach sich dann aber mit Überzeugung für Donald Trump aus und erhielt das auch aufrecht, nachdem im Oktober 2016 Videoaufnahmen Trumps mit sexistischen Äußerungen bekanntgeworden waren.

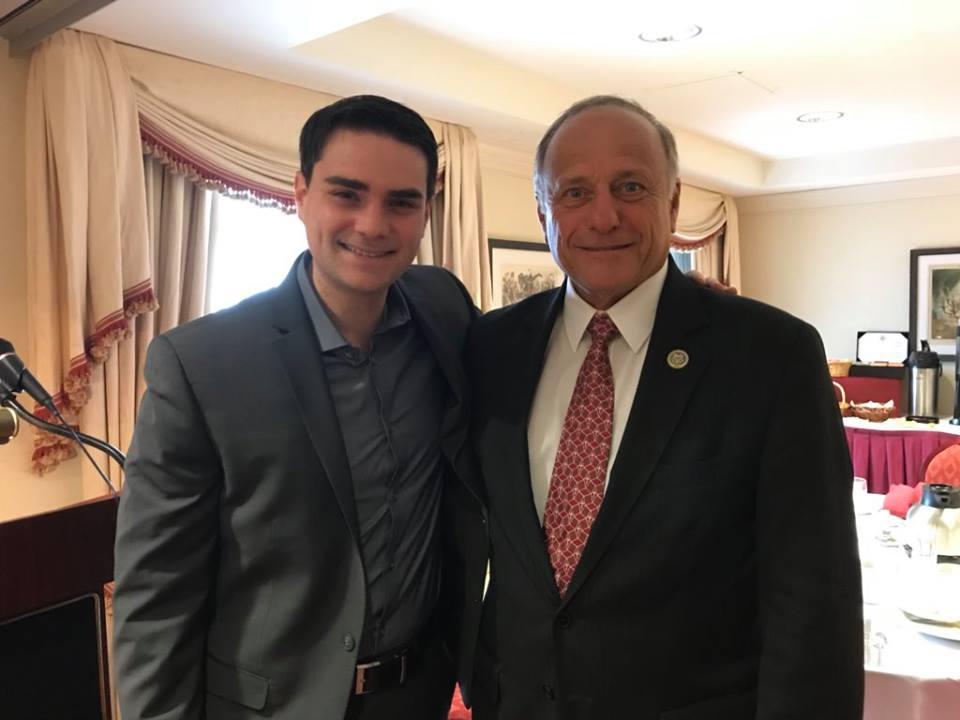
King (r.) mit dem konservativen Aktivisten Ben Shapiro (2018)

Bei der Wahl 2018 sehen mehrere Umfragen den demokratischen Gegenkandidaten J. D. Scholten nahezu gleichauf mit King. Ende Oktober 2018 gab die Agrargenossenschaft Land O’Lakes bekannt, King keine finanzielle Unterstützung mehr zu gewähren, nachdem seine Äußerungen in Folge des Attentats in einer Pittsburgher Synagoge von vielen Beobachtern als „White Nationalism“ bezeichnet wurden. Auch die Firmen Intel und Purina entzogen King weitere Spenden, das National Republican Congressional Committee, der Kampagnenarm der Republikaner im US-Repräsentantenhaus, weigerte sich wegen Kings „Worten und Taten“, ihn zu unterstützen. Während sein Herausforderer Scholten bis Ende Oktober 2018 1,7 Millionen Dollar eingenommen hatte, erhielt King knapp 740.000 Dollar. King wurde mit 50,3 zu Scholtens 47 Prozent wiedergewählt.
Angesichts der andauernden Kontroversen bezüglich Kings Rassismus und nach einer weiteren positiven Äußerung Kings zum weißen Rassismus gegenüber der New York Times, missbilligten führende Republikaner und Iowas Senatoren Kings Rassismus und gaben am 14. Januar 2019 dessen Ausschluss von den Ausschüssen im US-Repräsentantenhaus bekannt, um der angekündigten Aussprache und Missbilligung seitens der Demokraten im Repräsentantenhaus zuvorzukommen. Bei der republikanischen Kandidatenauswahl im vierten Kongresswahlbezirk in Iowa am 3. Juni 2020 unterlag King seinem Gegenkandidaten Randy Feenstra. Die Vorwahl stand unter dem Eindruck der Proteste in der Folge des Todes von George Floyd.

## Positionen und Kontroversen

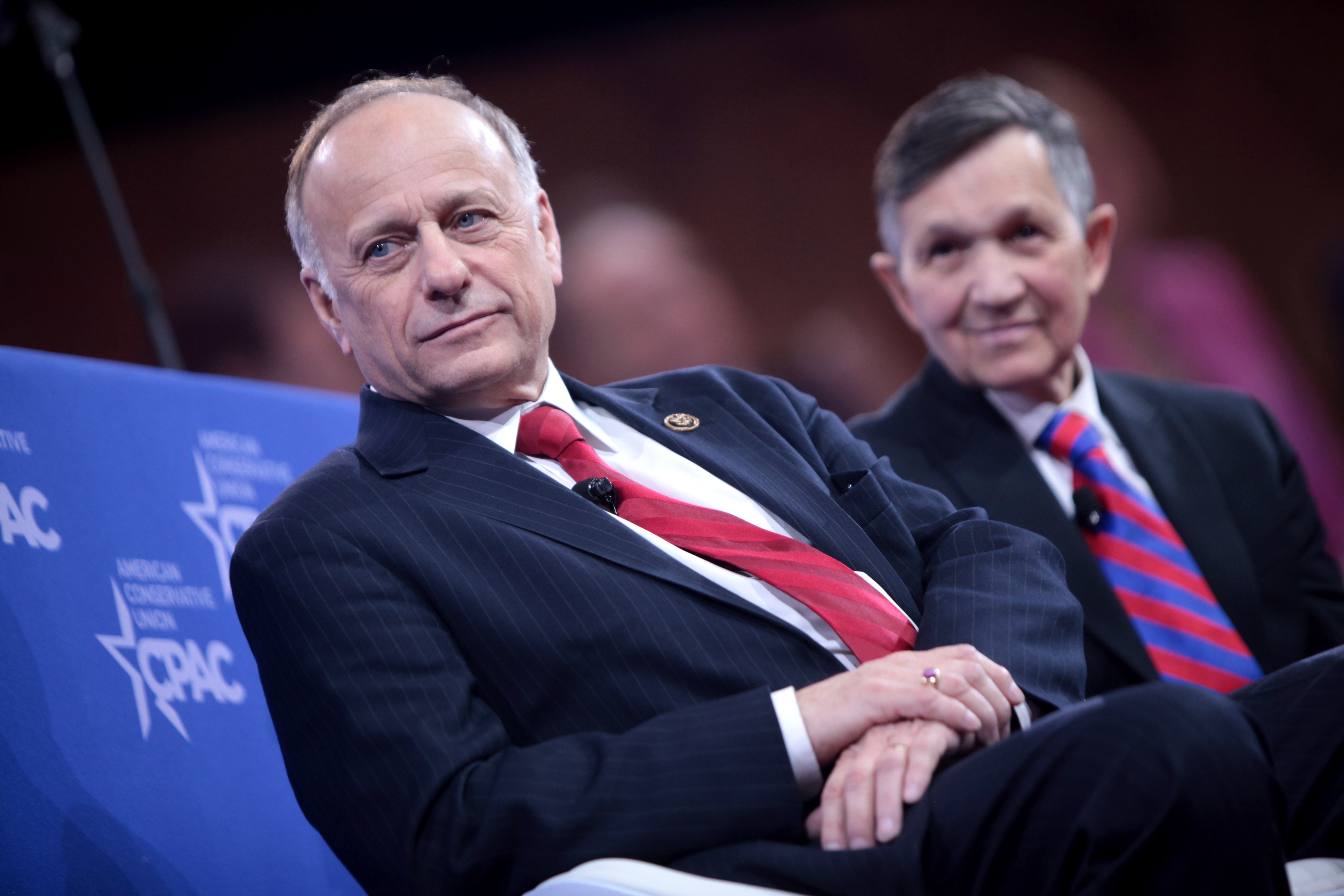
Steve King (l.) und Dennis Kucinich auf der Conservative Political Action Conference (2015)

Steve King vertritt konservative Positionen. Er ist ein Gegner von Schwangerschaftsabbrüchen und befürwortet den Waffenbesitz von Bürgern auch außerhalb von Milizen. Die National Rifle Association unterstützt King mit Wahlempfehlungen. Er lehnt die Einführung von Frauenquoten und Quoten für Minderheiten ab. Nach dem Hurrikan Katrina stimmte King gegen ein Hilfspaket für die Opfer in Höhe von 52 Milliarden Dollar.
Kurz vor der Wahl Barack Obamas zum Präsidenten der Vereinigten Staaten sagte King im April 2008, dass im Falle einer Wahl Obamas „die Terroristen von Al-Qaida und andere radikale Islamisten in größerer Zahl in den Straßen tanzen werden als nach dem 11. September 2001“, und deutete den zweiten Vornamen des Präsidenten als Indiz dafür. Dies wurde als Strategie des Angstmachens und der Dämonisierung Obamas gedeutet. Nach der Verabschiedung der Gesundheitsreform Obamacare im März 2010 begann King sofort mit der Arbeit an einem Gesetzentwurf, der diese wieder rückgängig machen würde. Er sieht Obamacare als Weg in die verstaatlichte Gesundheitspolitik und damit in den Sozialismus. Nach dem Sieg der Republikaner bei den Wahlen 2016 gehörte King zu den Unterstützern einer vollständigen Abschaffung von Obamacare und kritisierte die Kompromissvorschläge der Parteiführung, die etwa den Schutz von Menschen mit chronischen Krankheiten (pre-existing conditions) erhalten hätte. Laut King sei es alleinige Aufgabe der Bundesstaaten, derartigen Schutz zu gewähren.
King befürwortet eine Abschaffung der amerikanischen Steuerbehörde Internal Revenue Service und äußerte anlässlich eines Anschlages auf ein IRS-Gebäude im Jahre 2010 Verständnis für den Täter. Als der Republikaner Todd Akin im Senatswahlkampf 2012 in Missouri behauptete, der Körper einer vergewaltigten Frau verhindere von sich aus eine Schwangerschaft, weshalb eine Abtreibung unnötig sei, wurde er auch von den meisten Republikanern kritisiert. King stellte sich hingegen auf die Seite Akins und bezeichnete diesen als „starken christlichen Mann“.
Nach der Supreme-Court-Entscheidung Obergefell v. Hodges im Jahr 2015, die die Öffnung der Ehe für Homosexuelle festschrieb, meinte King, einige Staaten könnten sich dieser Entscheidung widersetzen, und forderte eine Abstimmung im Repräsentantenhaus, die der Gerichtsentscheidung ihre Missbilligung ausgesprochen hätte. King hat sich auch für die Abschaffung der Zivilehe ausgesprochen.

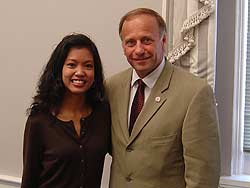
King (r.) mit der rechtskonservativen Kommentatorin Michelle Malkin (2004)

King hat sich auch gegen illegal Eingewanderte ausgesprochen und die Politik des ungarischen Ministerpräsidenten Viktor Orbán in der Flüchtlingskrise in Europa ab 2015 unterstützt. Vor der Parlamentswahl in den Niederlanden 2017 erklärte er seine Unterstützung für den Rechtspopulisten Geert Wilders, der es verstanden habe, dass Kultur und Demographie „unser Schicksal“ seien; „unsere Zivilisation“ lasse sich nicht mit „Kindern von Fremden“ retten. King erhielt für diese Äußerungen Kritik unter anderem vom republikanischen Sprecher des Repräsentantenhauses, Paul Ryan, aber Unterstützung vom früheren Ku-Klux-Klan-Anführer David Duke und anderen White Supremacists wie der Neonazi-Website The Daily Stormer. Ende Oktober 2018 forderte die Anti-Defamation League den Sprecher des Repräsentantenhauses Paul Ryan auf, Maßnahmen gegen King wegen dessen Rhetorik einzuleiten.